# Heterophasia picaoides
Síbia-rabilonga ou sibia-rabilonga (Heterophasia picaoides) é uma espécie de ave da família Timaliidae.
Pode ser encontrada nos seguintes países: Butão, China, Índia, Indonésia, Laos, Malásia, Myanmar, Nepal, Tailândia e Vietname.
Os seus habitats naturais são: florestas subtropicais ou tropicais húmidas de baixa altitude e regiões subtropicais ou tropicais húmidas de alta altitude.